# یواس‌اس ناست (ای‌تی-۸۹)
یواس‌اس ناست (ای‌تی-۸۹) (به انگلیسی: USS Nauset (AT-89)) یک کشتی بود که طول آن ۲۰۵ فوت (۶۲ متر) بود. این کشتی در سال ۱۹۴۲ ساخته شد.